# Slægt (genealogi)
 For alternative betydninger, se Slægt. (Se også artikler, som begynder med Slægt)
En slægt (fra plattysk: Schlecht) er en gruppe af mennesker, der nedstammer fra samme kendte forfader. Ordet blev oprindeligt brugt som betegnelse for dem, som tilsammen danner en given persons familie i videste betydning. Ordet æt (oldnordisk – af eje, de som hører sammen) dækker samme betydning, men blev fortrængt i løbet af det 18. århundrede og bruges i dag sjældent.
I modsætning til kernefamilie, der betegner de allernærmeste slægtninge (mor, far, børn), og familie, der bruges om de lidt fjernere beslægtede (bedsteforældre, mostre, fastre, morbrødre, farbrødre, tanter, onkler, fætre, kusiner, børnebørn og eventuelt næstsøskendebørn), bruges slægtning om enhver person, der på nogen måde kan regnes med i kredsen (slægten).
På dansk har der ofte været forvirring om slægtskabsbetegnelserne. Mange betegnelser bruges ikke mere, og andre har skiftet betydning. Men traditionelt betegner forleddet "grand-" et familiemedlem, der ligger en generation forskudt i forhold til efterleddet (grandonkel = forælders onkel, grandfætter = forælders fætter, grandnevø = nevøs søn), mens forleddet "halv-" betegner en slægtning, der ligger på samme niveau som efterleddet angiver, blot et "fætter-led" længere ude (halvonkel = forælders fætter, halvfætter = halvonkels søn (fætter i andet led), halvnevø = fætter/kusines søn). Grandfætter kan dog også i nyere sprogbrug bruges i samme betydning som halvfætter.

## Slægtskab
Slægtskaber betegnes således:
Efterslægt
- Barn - søn, datter (probandens børn)
- Svigerbarn - svigersøn, svigerdatter (probandens børns kone eller mand)
  - Barnebarn - sønnesøn, sønnedatter, dattersøn, datterdatter (probandens børns børn)
    - Oldebarn - oldesøn, oldedatter (probandens børnebørns børn)
      - Tipoldebarn - tipoldesøn, tipoldedatter (probandens børnebørns børnebørn)
        - Tiptipoldebarn - tiptipoldesøn, tiptipoldedatter (probandens oldebørns børnebørn)
          - Herefter tip-3, tip-4 osv.

Aner
- Forældre - far, mor / stedfar – stedmor (probandens forældre)
- Svigerforældre - svigerfar, svigermor (probandens kones eller mands forældre)
  - Bedsteforældre - farfar, farmor, morfar, mormor (probandens forældres forældre)
    - Oldeforældre - oldefar, oldemor (probandens bedsteforældres forældre)
      - Tipoldeforældre - tipoldefar, tipoldemor (probandens bedsteforældres bedsteforældre)
        - Tiptipoldeforældre - tiptipoldefar, tiptipoldemor (probandens oldeforældres bedsteforældre)
          - Herefter tip3-, tip4- osv.

Søskende og disses efterslægt
- Søskende - bror, søster (probandens bror eller søster)
- Svoger, svigerinde (probandens søsters mand eller brors kone)
  - Nevø, niece - brorsøn, brordatter, søstersøn, søsterdatter (probandens søskendes børn)
    - Grandnevø, grandniece (probandens søskendes børnebørn)

Forældres søskende og disses efterslægt
- Fars og mors søskende - farbror, faster, morbror, moster
- Onkel, tante (probandens fasters/mosters mand og farbrors/morbrors kone)
  - Fætter og kusine (probandens forældres søskendes børn) (fætre/kusiner kaldes i indbyrdes forhold søskendebørn eller næstsøskende)
    - Næstsøskendebørn eller halvnevø, halvniece (probandens forældres søskendes børnebørn)

Bedsteforældres søskende og disses efterslægt
- Grandonkel, grandtante (probandens bedsteforældres søskende og disses ægtefæller dvs probandens forældres onkel/tante/faster/moster/morbror/farbror)
  - Halvonkel eller grandfætter, halvtante eller grandkusine (probandens bedsteforældres søskendes børn og disses ægtefæller eller probandens forældres kusiner/fætre)
    - Grandniece, grandnevø, halvfætre/kusiner (probandens bedsteforældres søskendes børnebørn) (dvs probandens bedsteforældres niecers og nevøers børn)

Overstående diskuteres dog. Grandkusiner/grandfætre bliver i moderne tid opfattet som ens mors/fars fætre/kusiners børn og ikke ens mors/fars fætter/kusine.

## Beregning af slægtskab
Ønskes at beregne graden af slægtskab mellem to personer, tælles såvel de personer, hvis indbyrdes slægtskab der ønskes beregnet som alle mellemled fraset den fælles stamfader/stammoder. Ønsker man at beregne graden af slægtskab til fx en halvfætter, ser beregningen således ud (jævnfør skemaet): proband-far-farfar-grandonkel-halvonkel-halvfætter, det vil sige, at proband og halvfætter er beslægtede i 6 led. Denne beregningsmåde kaldes den civile computation (latin: computatio civilis eller juris romani).
En anden beregningsmåde hvilende på den kanoniske komputation (latin: computatio canonica eller juris canonici) og brugt i dansk lovgivning beregner slægtskabet efter det antal led, som de to personer hver for sig har fjernet sig fra den fælles stamfader/stammoder, idet der tages hensyn til hvem af dem, der er fjernest. Dette indebærer, at farfar og grandonkel er beslægtede i første, fader og halvonkel i andet, proband og halvfætter i tredje led og så fremdeles